# COMECON
El Consejo de Ayuda Mutua Económica (en ruso: Совет экономической взаимопомощи, Sovet ekonomícheskoy vsaymopómoshchi, СЭВ, SEV; abreviado en español como CAME o CAEM y en inglés como COMECON o CMEA) fue una organización de cooperación económica formada en torno a la URSS por diversos países socialistas cuyos objetivos eran el fomento de las relaciones comerciales entre los Estados miembros, en un intento de contrarrestar a los organismos económicos internacionales de economía capitalista, así como presentar una alternativa al denominado Plan Marshall desarrollado por los Estados Unidos para la reorganización de la economía europea tras la Segunda Guerra Mundial, y equivalente también a la Comunidad Económica Europea, aunque en un ámbito geográfico mayor. El equivalente militar del COMECON era el Pacto de Varsovia, aunque la variedad de los miembros del COMECON era significativamente más amplia, ya que abarcaba no solo al este de Europa, sino también a otros países como Finlandia en Europa Septentrional, México, Cuba y Nicaragua en América Latina, Angola, Mozambique y Etiopía en África, Yemen del Sur, Irak, Afganistán, Mongolia, Laos y Vietnam en Asia.
Por impulso soviético, los miembros del CAME dividieron el trabajo entre los distintos países, creando zonas productoras de materias primas, siderurgia, industria petroquímica, etc, a las cuales se les fijaba cuotas de producción y precios, a cambio de protección militar y combustibles. Sin embargo, los países debían renunciar a la posibilidad de desarrollar el turismo y cualquier iniciativa de comercio distinto a la establecida por la Unión Soviética. También el hecho de que fueran economías pobres, hacía que producir artículos de lujo como por ejemplo los cristales de Checoslovaquia, tuviera demasiadas imposibilidades u obstáculos. Por lo cual se limitaba su producción a lo que estableciera la Unión Soviética. 
Su fase de mayor expansión internacional coincidió con los años 1970, cuando controlaba el 10 % del tráfico mundial de mercancías. El 28 de junio de 1991, cuando se disolvió, apenas representaba el 7 %.
Pese a ser Estados abiertamente capitalistas, países como Finlandia y México también fueron miembros observadores en el CAME.

## Membresía

### Estados miembros
Enero de 1949:
- Bulgaria
- Checoslovaquia
- Hungría
- Polonia
- Rumania
- Unión Soviética

Febrero de 1949:

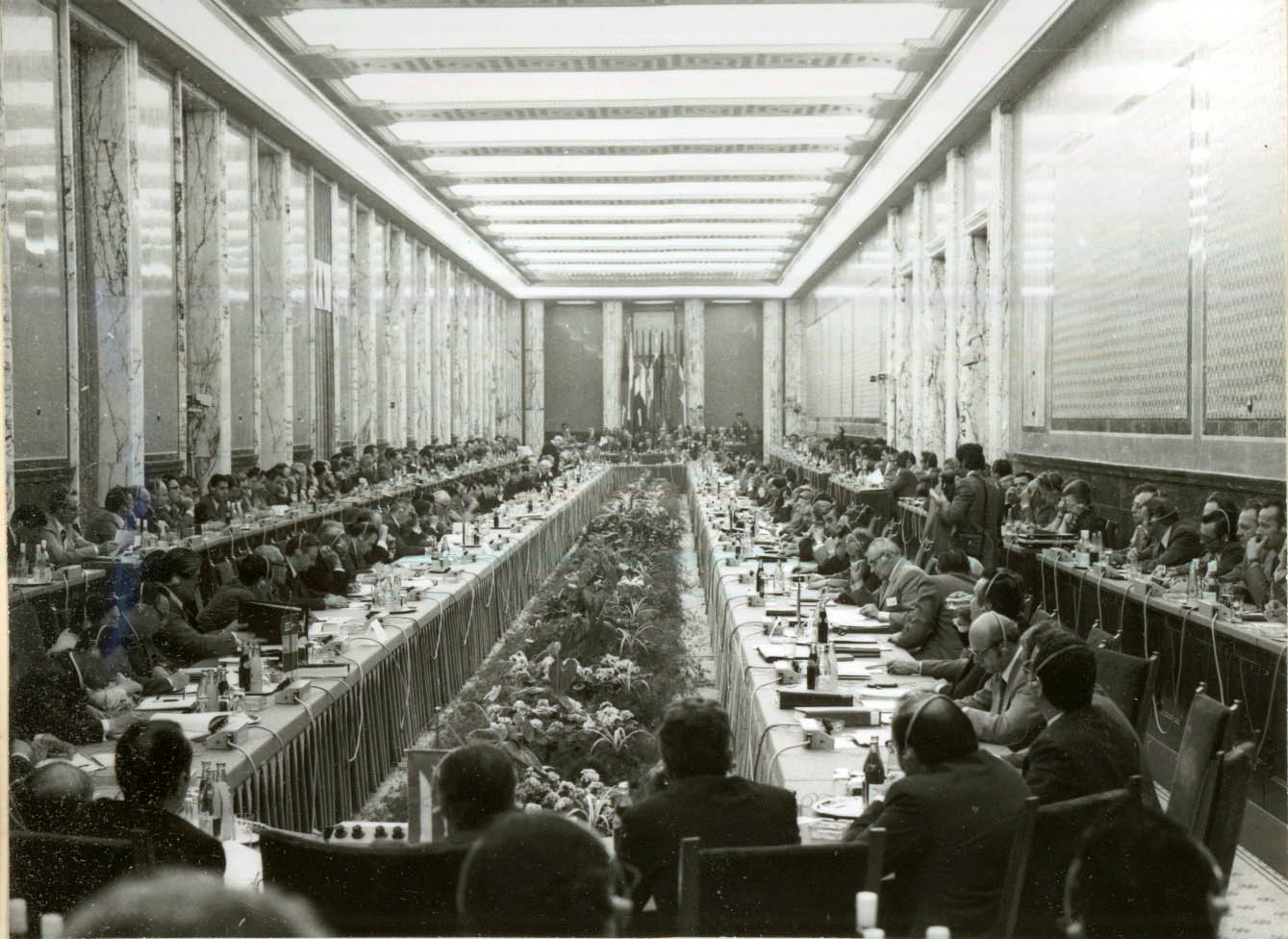
Reunión del Consejo de Ayuda Mutua Económica, 1978.

- Albania (a pesar de que no renunció formalmente como miembro hasta 1987, dejó de participar en las actividades del Comecon en 1961)

1950:
- República Democrática Alemana

1962:
- Mongolia

1972:
- Cuba

1978:
- Vietnam

### Estados asociados
1964:
- Yugoslavia

### Estados observadores
1950:
- República Popular China (dejó de participar en las actividades del Comecon en 1961)

1956:
- Corea del Norte

1973:
- Finlandia

1975:
- Irak
- México

1976:
- Angola

1984:
- Nicaragua

1985:
- Mozambique

1986:
- Afganistán
- Etiopía
- Laos
- Yemen del Sur

## Historia

### Fundación

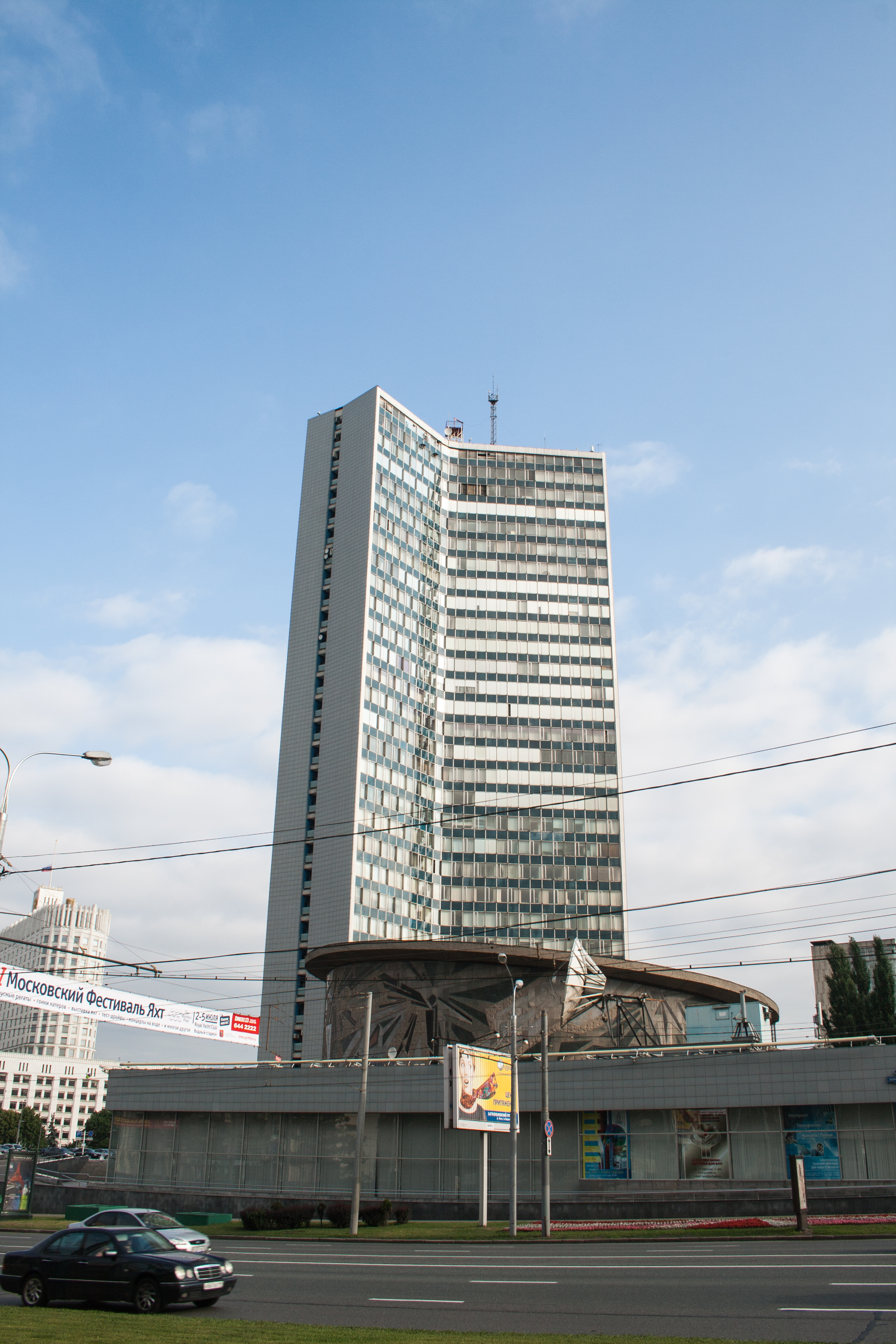
Antigua sede central del Comecon en Moscú.

El Comecon fue fundado en 1949 por la Unión Soviética, Bulgaria, Checoslovaquia, Hungría, Polonia y Rumanía. Los principales factores en la formación del Comecon parecen haber sido el deseo de Iósif Stalin de cooperar y fortalecer las relaciones internacionales a nivel económico con los estados más pequeños de Europa Central, y que ahora estaban, cada vez más, aislados de sus mercados y proveedores tradicionales en el resto de Europa. Checoslovaquia, Hungría y Polonia habían seguido interesadas en la ayuda Marshall a pesar de los requisitos de una moneda convertible y economías de mercado. Estos requisitos, que inevitablemente habrían dado lugar a vínculos económicos más fuertes con los mercados europeos libres que con la Unión Soviética, no eran aceptables para Stalin, quien en julio de 1947 ordenó a estos gobiernos comunistas que se retiraran de la Conferencia de París sobre el Programa de Recuperación Europea. Esto se ha descrito como "el momento de la verdad" en la división de Europa tras la Segunda Guerra Mundial. Según la opinión soviética, el "bloque angloamericano" y los "monopolistas estadounidenses... cuyos intereses no tenían nada en común con los del pueblo europeo" habían desdeñado la colaboración Este-Oeste dentro del marco acordado en las Naciones Unidas, es decir, a través de la Comisión Económica para Europa.
Investigaciones recientes de la investigadora rumana Elena Dragomir sugieren que Rumanía desempeñó un papel bastante importante en la creación del Comecon en 1949. Dragomir sostiene que Rumanía estaba interesada en la creación de un "sistema de cooperación" para mejorar sus relaciones comerciales con las demás democracias populares, especialmente con aquellas capaces de exportar equipos industriales y maquinaria a Rumanía. Según Dragomir, en diciembre de 1948, el líder rumano Gheorghe Gheorghiu-Dej envió una carta a Stalin, proponiendo la creación del Comecon.
Al principio, la planificación parecía avanzar rápidamente. Tras dejar a un lado el enfoque basado en los precios de tecnócrata de Nikolai Voznesensky, la dirección parecía dirigirse hacia una coordinación de los planes económicos nacionales, pero sin autoridad coercitiva por parte del propio Comecon. Todas las decisiones requerirían una ratificación unánime, e incluso entonces los gobiernos las plasmarían por separado en políticas. Luego, en el verano de 1950, probablemente descontento con las implicaciones favorables para la soberanía individual y colectiva efectiva de los estados más pequeños, Stalin "parece haber tomado por sorpresa al personal [del Comecon], " paralizando casi por completo las operaciones, a medida que la Unión Soviética avanzaba internamente hacia la autarquía e internacionalmente hacia un "sistema de embajadas para inmiscuirse en los asuntos de otros países directamente" en lugar de por "medios constitucionales". El alcance del Comecon se limitó oficialmente en noviembre de 1950 a "cuestiones prácticas de facilitación del comercio".
Un legado importante de este breve periodo de actividad fue el "Principio de Sofía", adoptado en la sesión del Consejo del Comecon celebrada en Bulgaria en agosto de 1949. Este principio debilitó radicalmente los derechos de propiedad intelectual, poniendo las tecnologías de cada país a disposición de los demás por un precio simbólico que apenas cubría el coste de la documentación. Esto, naturalmente, benefició a los países menos industrializados del Comecon, y especialmente a la Unión Soviética, tecnológicamente rezagada, a expensas de Alemania Oriental y Checoslovaquia y, en menor medida, de Hungría y Polonia. (Este principio se debilitaría después de 1968, al quedar claro que desincentivaba la nueva investigación – y al empezar la propia Unión Soviética a disponer de tecnologías más comercializables.).
En un reciente trabajo de Faudot, Nenovsky y Marinova (2022) se ha estudiado el funcionamiento y el colapso del Comecon. Se centra en la evolución de los mecanismos monetarios y en algunos problemas técnicos de los pagos multilaterales y las peculiaridades del rublo de transferencia. El Comecon como organización se mostró incapaz de desarrollar el multilateralismo principalmente por cuestiones relacionadas con la planificación interna que fomentaba la autarquía y, en el mejor de los casos, los intercambios bilaterales.

## Comecon versus la Comunidad Económica Europea

Los bloques comerciales europeos a fines de la década de 1980. Los estados miembros de la CEE están marcados en azul, EFTA – verde y Comecon – rojo.

Aunque se hizo referencia vagamente a Comecon como la "Comunidad Económica Europea (CEE) de Europa del Este (y Central)", existían contrastes importantes entre las dos organizaciones. Ambas organizaciones administraron la integración económica; sin embargo, su estructura económica, tamaño, equilibrio e influencia diferían:
En la década de 1980, la CEE incorporó a los 270 millones de habitantes de Europa a asociaciones económicas a través de acuerdos intergubernamentales destinados a maximizar los beneficios y la eficiencia económica a escala nacional e internacional. La CEE era un organismo supranacional que podía adoptar decisiones (como la eliminación de aranceles) y hacerlas cumplir. La actividad de los miembros se basaba en la iniciativa y la empresa desde abajo (a nivel individual o empresarial) y estaba fuertemente influenciada por las fuerzas del mercado.
Comecon era en tal sentido más amplio que la CEE: reunió a 450 millones de personas en 10 países y en 3 continentes. No obstante, a diferencia de la CEE, el nivel de industrialización de un país a otro del COMECON difería mucho: la organización vinculaba a dos países subdesarrollados – Mongolia y Vietnam – con algunos estados altamente industrializados. Asimismo, existía una gran diferencia de ingresos nacionales entre los miembros europeos y no europeos y en los hechos el tamaño físico, el poder militar y la base de recursos políticos y económicos de la Unión Soviética la convirtieron en el miembro dominante, situación inexistente en la CEE. 
En el comercio entre los miembros del Comecon, la Unión Soviética solía proporcionar materias primas y los países de Europa Central y Oriental proporcionaban equipos y maquinaria terminados. Los tres miembros menos desarrollados del Comecon (Mongolia, Cuba, y Vietnam) tenían una relación especial con los otros siete y debían recibir una serie de subsidios de facto para participar en el intercambio comercial. Comecon obtuvo ganancias desproporcionadamente más políticas que económicas de sus fuertes contribuciones a las economías subdesarrolladas de estos tres países. La integración económica o "coordinación del plan" constituyó la base de las actividades del Comecon. En este sistema, que reflejaba las economías planificadas de los países miembros, las decisiones dictadas desde arriba ignoraban las influencias de las fuerzas del mercado o la iniciativa privada. Comecon no tenía autoridad supranacional para tomar decisiones o implementarlas. Sus recomendaciones sólo podían adoptarse con la plena concurrencia de las partes interesadas y (desde 1967) no afectó a aquellos miembros que se declararon partes desinteresadas.
Como se señaló anteriormente, la mayor parte del comercio exterior de Comecon era un monopolio estatal, lo que ponía varias barreras entre un productor y un cliente extranjero. A diferencia de la CEE, donde los tratados limitaban en su mayoría la actividad gubernamental y permitían que el mercado integrara las economías a través de las líneas nacionales, el Comecon necesitaba desarrollar acuerdos que exigieran una acción gubernamental concreta para tener efecto real. Además, mientras el comercio privado limitaba o borraba lentamente las rivalidades nacionales en la CEE, el comercio de Estado a Estado en el Comecon -a veces en condiciones muy desiguales- reforzaba las rivalidades y los resentimientos nacionales.